# Johannes 2. Komnenos
Johannes 2. Komnenos (græsk, Iōannēs II Komnēnos; 13. september 1087 - 8. april 1143) var Østromersk kejser fra 1118 til 1143. Også kendt som "Johannes den Smukke" eller "Johannes den Gode" (græsk: Kaloïōannēs ), var den ældste søn af kejser Alexios 1. Komnenos og Irene Doukaina og den anden kejser af de Komneniske kejsere. Johannes er beskrevet som en from og dedikeret monark, der var fast besluttet på at få riget genoprettet efter katastrofen ved Manzikert, et halvt århundrede tidligere.
Johannes er blevet vurderet som den største af de Komneniske kejsere.  I løbet af det kvarte århundrede han regerede, indgik Johannes alliancer med Det Tysk-Romerske Rige i vest, vandt afgørende sejre over Pechenegerne, Ungarerne og Serberne på Balkan og anførte personligt adskillige felttog mod tyrkerne i Lilleasien. Johannes' felttog ændrede grundlæggende magtbalancen i øst og tvang tyrkerne i defensiven og Østromerne generobrede mange byer, fæstninger og byer på tværs af den anatolske halvø. I sydøst forlængede Johannes byzantinsk kontrol fra Maeanderfloden i vest helt til Kilikien og Tarsus i øst. I et forsøg på at hævde det Romerske ideal om kejserens rolle som leder af den kristne verden, ledte Johanne et felttog ind i det muslimske Syrien i spidsen for styrker fra Østromerriget og korsfarerstaterne. På trods af den ildhu kejseren lagde i foretagenet, blev Johannes skuffet over hans korsfarer-allieredes tilbageholdenhed og deres modvilje mod at kæmpe sammen med Østromerne.
Under Johannes voksede rigets befolkning igen til omkring 10 millioner mennesker. Johannes 2.'s regeringstid er mindre godt nedskrevet af samtidige eller næsten samtidige forfattere end både hans far, Alexios 1., eller hans søn, Manuel 1.'s regeringsperioder. Især Johannes' indenrigspolitik og administration er meget lidt beskrevet. 

## Fysisk udseende og karakter
Den latinske historiker William af Tyrus beskrev Johannes som kort og usædvanligt grim, med øjne, hår og hud så mørk, at han blev kendt som 'maueren'.  På trods af sit fysiske udseende var Johannes kendt som Kaloïōannēs, "Johannes den Smukke" eller "Johannes den Gode"; hvilket henviste til hans karakter og personlighed. Johannes religiøse fromhed overgik begge hans forældre, der begge var kendte for samme. Medlemmer af hoffet forventedes at begrænse deres samtaler til seriøse emner. Maden, der blev serveret ved kejserens bord, var meget nøjsom, og Johannes irettesatte hoffolk, der levede i overdreven luksus. Alle beretninger er enige om, at han var trofast overfor sin kone, et usædvanligt træk ved en hersker i Middelalderen. På trods af sin personlige mådehold, anså Johannes den kejserlige rolle med stor vigtighed og fremstod i fuld ceremoniel pragt, når dette var fordelagtigt.
Johannes regeringstid var karakteriset ved at være bemærkelsesværdige mild og retfærdig. Han betragtes som et usædvanligt eksempel på en moralsk hersker på et tidspunkt, hvor grusomhed var normen. Han har ry for aldrig at have dømt nogen til død eller lemlæstelse. Til gengæld blev der doneret generøst til velgørenhed. Af denne grund er han blevet kaldt den byzantinske Marcus Aurelius. Kejserens personlige moral og fromhed bevirkede en bemærkelsesværdig forandring sin datidens manerer. Beskrivelser af kejseren indikerer, at han besad stor selvkontrol og personligt mod, og at han ydermere var en fremragende strateg og general.

## Opstigning til tronen
Johannes 2. efterfulgte sin far som regerende kejser (græsk: basileus) i 1118, men var allerede blevet kronet som medkejser af Alexios 1. mellem 1. september og begyndelsen af november 1092. Trods dette blev hans plads på tronen bestridt fra start. Da Alexios ophøjer Joahnnes til medkejser, står det klart at Alexios ønsker at Johannes skal være hans tronarving. Alexios' indflydelsesrige kone, Irene, foretrak imidlertid Cæsar Nikeforos Bryennios, ægtemanden til deres ældste barn Anna Komnena, og Johannes' storesøster. Anna, der i barndommen var blevet trolovet med sin fars første medkejser Konstantin Doukas, stræbte helt åbenlyst selv efter magten og tronen. Da Alexios lå for døden forsøgte både kone og datter at presse den svækkede kejser til at skifte mening om arvefølgen. Alexios udholdt disse konstante krav uden formelt at ændre sin påtænkte efterfølger. Da Alexios lå på sit dødsleje i Manganaklostret den 15. august 1118, fik Johannes, med hjælp fra særligt broderen Isak Komnenos, adgang til klosteret og fik den kejserlige signetring af sin far. Han samlede derefter sine bevæbnede tilhængere og red til Det Store Palads, mens han undervejs samlede støtte fra borgerne. Paladsvagten nægtede først at lukke Johannes ind uden klart bevis på sin fars ønsker, men menneskemængden omkring den nye kejser tvang dem til at give sig. I paladset blev Johannes udråbt som kejser. En overrasket Irene var ude af stand til at overtale sin søn til at træde tilbage eller få Nikeforos til at kæmpe for tronen.
Natten efter sønnens greb efter magten, døde Alexios. Johannes nægtede at deltage i sin fars begravelse, på trods af sin mors insisteren, fordi han frygtede et mod-kup. I løbet af få dage virkede hans magt dog sikker. Inden for et år efter hans overtagelse af tronen, blev en sammensværgelse mod Johannes dog afdækket. Denne implicerede både hans mor og søster. Annas mand, Nikeforos, bakkede ikke op om Annas ambitioner og hans manglende støtte blev sammensværgelsens dødsstød. Anna blev frataget sine ejendom, som blev tilbudt kejserens ven Johannes Axouch. Axouch afviste klogt, og hans indflydelse sikrede, at Annas ejendom til sidst blev returneret til hende, og sikrede ligeledes en delvis forsoning mellem Johannes og hans søster. Irene trak sig tilbage til et kloster, og Anna ser ud til at være blevet fjernet effektivt fra det offentlige liv og slog sig ned som historiker. Nikeforos forblev imidlertid på god fod med sin svoger.  En af de meget få optegnelser af Johannes egne ord angår plottet mod ham; han siger, at efter at have besteget tronen, "ødelagde Gud de listige sammensværgelser for mine synlige og usynlige fjender og reddede mig fra hver fælde, og lagde alle mine fjender for mine fødder". For at sikre sin egen arvefølge kronede Johannes sin unge søn Alexios som medkejser i 1122.

## Militær og civil administration
Familieintrigerne, der var en udfordring under hans bestigelse til tronen, har sandsynligvis bidraget til Johannes tilgang til det at herske. Johannes udnævnte mænd uden for den kejserlige familie til høje embeder. Dette var en grundlæggende afvigelse fra hans fars regeringstid, hvor den kejserlige familie og dens mange forbindelser besad næsten alle ledende administrative og militære poster.
Johannes Axouch var Johannes 2.s nærmeste rådgiver og var hans eneste tætte ven. Af tyrkisk afstamning. Axouch var som barn taget til fange ved belejringen af Nikæea, og var blevet givet som en gave til kejser Alexios, der anså drengen som en god ledsager for sin søn. Axouch var derfor blevet opdraget sammen med prinsen ved den kejserlige hof. Axouch blev straks udnævnt til Grand Domestic (på græsk: μέγας δομέστικος, megas domestikos ) da Johannes' blev kejser. Megas Domestikos var den øverstkommanderende for de byzantinske hære. Det er blevet foreslået, at henvisninger til Axouchs besiddelse af det kejserlige segl tidligt i regeringstiden for Johannes' efterfølger Manuel 1., betød at han ud over sine militære pligter, også var chef for imperiets civile administration. Dette var en uofficiel post på det tidspunkt kendt som mesazonen og svarede til en vesir eller 'statsminister'. En sådan udnævnelse var bemærkelsesværdig og en afvigelse fra den nepotisme, der havde præget Alexios 1.'s regeringstid. Axouchs udnævnelse og position vakte en vis harme i den kejserlige familie, hvilket blev forstærket af, at de var nødt til at vise ærbødighed overfor Johannes Axouch, hver gang de mødte ham.
Johannes' uvilje mod at lade sin familie at påvirke hans styre i nogen større grad forblev konstant resten af hans regeringstid. Johannes udpegede en række af sin fars personlige tjenere til ledende administrative stillinger, mænd som Eustatios Kamytzes, Michaelitzes Styppeiotes og Gregorios Dekanos . Disse mænd var blev forbigået under Alexios' sidste år, mens Johannes' mor dominerede hoffet. En række 'nye mænd' blev ligeledes opløftet til fremtrædende poster af Johannes2 ., disse omfattede Gregorios Taronites, der blev udnævnt til protovestiarios, Manuel Anemas og Theodor Vatatzes. De sidstnævnte blev også kejserens svigersønner. Johannes' politik, om at bringe nye familier ind i den kejserlige kreds, kan have været et forsøg på at mindske indflydelsen fra visse fremtrædende aristokratiske klaner, såsom Doukas, Diogenes og Melissenos-familierne, hvorfra nogle tidligere kejsere var kommet.
På trods af hoffet nu var betydelig mindre domineret af den kejserlige familie og dens forbindelser havde hoffet og administration dog stadig mange ligheder med Alexios', ikke mindst i dens alvorlige tone og fromhed. Faktisk tilskrives en eksisterende samling af politiske råd i poetisk form, kaldet Mousai, Alexios 1. Mousai er rettet direkte til Johannes 2. og formaner ham blandt andet til at bevare retfærdighed under hans regeringstid og en fuld statskasse. Alexios' råd om herredømme var derfor fortsat tilgængelig for hans søn, selv efter den gamle kejsers død.
Stigningen i militær sikkerhed og økonomisk stabilitet i det vestlige Anatolien skabt af Johannes' felttog tillod ham at begynde reetableringen af et formelt provinsielt system i disse regioner. Temaet (provins) Thrakesion blev genetableret med sit administrative center i Philadelphia. Et nyt tema, kaldet Mylasa og Melanoudion, blev oprettet syd for Thrakesion.

## Sebastokrator'enIsaks sammensværgelser
Johannes' yngre bror, Isak, havde været af væsentlig støtte under tronfølgekrisen. Trods han fik den højeste af hoffets titler, Sebastokrator, gled Isak og Johannes senere fra hinanden og Isak blev aktiv i flere sammensværgelser. Med betroede rådgivere efter eget valg, såsom Johannes Axouch, og senere støtte fra sin søn og medkejser, Alexios, havde Johannes ingen betydningsfuld rolle at betro Isak i den daglige administration af riget. Under Alexios 1. regeringstid havde Sebastokrator'erne haft betydelig magt, og Isak havde en naturlig forventning om, at en lignende magtfuld position under sin brors styre ventede ham. Denne forpurrede ambition er sandsynligvis det, der gjorde Isak skuffet over sin brors styre og som fik Isak havde til planlægge at erstatte sin bror som kejser. I 1130 blev Johannes opmærksom på en sammensværgelse, der involverede Isak og andre stormænd, mens han var i færd med drage på felttog mod tyrkerne. Da Johannes forsøgte at få Isak arresteret, flygtede Isak til danishmendernes emir Ghazi, der tog imod ham og senere sendte ham til den byzantinske Gabrades familie i Trebizond . Isak blev derefter gæst hos Masoud, seldsjuksultanen i Anatolien og efterfølgende hos Leo, prinsen i Lille Armenien (Kilikien). At Isak søgte hjælp fra disse fyrster i et forsøg på at tage den byzantinske trone med magt er meget sandsynligt. En sådan koalition blev imidlertid ikke til noget, men Isak synes at have bevaret betydelig støtte i Konstantinopel. I 1132 måtte Johannes vende tilbage fra et felttog i hast, da sammensvorne i Konstantinopel havde bedt Isak om at blive deres hersker. Den sejr, som Johannes fejrede efter hans erobring af Kastamuni i 1133, kan ses som en offentlig bekræftelse af Johannes legitimitet som kejser, legemliggjort i fejringen af sejren over eksterne fjender. Brødrene blev kortvarigt forsonet i 1138, og Isak vendte tilbage til Konstantinopel; et år senere blev Isak imidlertid forvist til Heraclea Pontica, hvor han forblev resten af Johannes liv. I det omfattende kunstværk, som Isak bestilte, lagde der meget vægt på status som Porphyrogénnētos - Født i lilla (søn eller datter af den siddende kejser) - status og sit forhold til sin far, Alexios 1. Der var dog få eller slet ingen henvisninger til sit forhold til sin bror Johannes eller til titlen Sebastokrator, som han havde modtaget fra ham.

## Diplomati
Det centrale grundlag for udenrigspolitikken for Johannes II i Vesten var at opretholde en alliance med de tyske kejsere i Det Tysk-Romerske Rige. Dette var nødvendigt for at begrænse truslen fra normannerne i Syditalien mod rigets territorium på Balkan. Denne trussel blev særlig akut, efter at Roger II af Sicilien blev dominerende i Syditalien og påtog sig titlen som konge. Kejser Lothar III havde Østromersk opbakning, herunder et stort økonomisk tilskud, til hans invasion af det normanniske område i 1136, der nåede så langt sydpå som Bari. Pave Innocent II, med Kirkens ejendele i Italien truet af Roger II, der støttede Antipope Anacletus II, var også medlem af alliancen mellem Lothair og Johannes II. Denne alliance viste sig imidlertid ikke at kunne modstå Roger, der med magt fremtvang en anerkendelse af sin kongelige titel fra paven i 1139 ( Mignano -traktaten ).  Lothairs efterfølger Konrad 3. blev kontaktet i 1140 for en kongelig tysk brud til Johannes yngste søn, Manuel. Bertha af Sulzbach, Conrads svigerinde, blev valgt og sendt til Konstantinopel.  Nogenlunde samtidig søgte Roger II Johanne om en kejserlig brud til sin søn, men uden held.
Johannes hang til at blande sig i sin kones familie, magthaverne i Ungarn, var problematisk. Den velkomst, der blev givet de prætendanter til den ungarske trone i Konstantinopel, blev set af byzantinerne som en nyttig forsikring og kilde til politisk indflydelse. Ungarerne behandlede imidlertid denne indblanding som en krigserklæring. En ungarsk alliance med serberne havde alvorlige konsekvenser for den fortsatte byzantinske dominans på det vestlige Balkan.
I Østen forsøgte Johannes, ligesom sin far, at udnytte uenighederne mellem seldsjuksultanen fra Iconium og det Danishmend-dynastiet, der kontrollerede de nordøstlige, indre områder af Anatolien. I 1134 sendte seldsjuksultanen Masoud tropper til Johannes angreb på den danismendkontrollerede by Kastamuni, men alliancen viste sig upålidelig, da seldsjuktropperne opgav ekspeditionen og forlod deres lejr i løbet af natten. 
I korsfarernes stater i Levanten blev de byzantinske krav på Antiokia annerkendt som gyldige, var den mere pragmatiske holdning at disse først ville live anerkendt i praksis, når kejseren var i stand til at håndhæve kravene rent militært. Højdepunktet i Johannes diplomati i Levanten var i 1137, da han hentede formel hyldest fra herskerne i Fyrstendømmet Antiokia og grevskaberne Edessa og Tripoli . Det byzantinske ønske om at blive betragtet som overhoved over alle korsfarerstaterne blev taget alvorligt, hvilket fremgår af den panik der spredte sig i kongeriget Jerusalem, da Johannes meldte til kong Fulko om sin plan for en bevæbnet pilgrimsrejse til Den Hellige By (1142).

## Religiøse spørgsmål
Johannes II's regeringstid blev opslugt af næsten konstant krig, og i modsætning til sin far, der frydede sig over aktiv deltagelse i teologiske og doktrinære tvister, ser det ud til at Johannes har været tilfreds med at overlade kirkelige anliggender til patriarken og kirkens. Først da religion direkte påvirkede den kejserlige politik, som i forholdet til pavedømmet og den mulige forening af de græske og latinske kirker, deltog Johannes aktivt. Han organiserede en række disputationer mellem græske og latinske teologer.
Johannes, sammen med sin kone, der delte i hans religiøse og velgørende arbejde, er kendt for at have påtaget sig kirkebygning i betydelig skala, herunder opførelse af Kristus Pantokratorklostret (Zeyrekmoskeen) i Konstantinopel. Dette kloster med sine tre kirker er blevet beskrevet som en af de vigtigste og mest indflydelsesrige arkitektoniske konstruktioner i Mellem-Østromerske Konstantinopel. Til klosteret var knyttet et hospital med 5 afdelinger, der var åbent for folk fra alle sociale klasser. Hospitalet var bemandet med uddannede lægmænd i stedet for munke. Klosteret fungerede også som kejserlig grav for Komnenos-dynastiet. 
Ihærdig forfølgelse af tilhængerne af det Pauliciske og Bogomilske kætteri kendetegnede de sidste par år af Alexios 1.'s regeringstid. Ingen optegnelser fra Johannes' regeringstid nævner sådan forfølgelse, selvom foranstaltninger mod kætteri fra den byzantinske kirke fortsat var gældende. En permanent synode i Konstantinopel undersøgte skrifterne fra en afdød munk ved navn Constantine Chrysomallos, der havde cirkuleret i visse klostre. Disse værker blev beordret brændt af patriarken i Konstantinopel, Leo Styppes, i maj 1140 med den begrundelse, at de inkorporerede elementer fra Bogomilsk tro og praksis. 
Et af de få medlemmer af den kejserlige familie, der blev placeret i en vigtig stilling af Johannes, var hans fætter, Adrian Komnenos (søn af Johannes' onkel Sebastokratoren Isaac). Adrian var blevet munk, med klosternavnet Johannes og havde ledsaget kejseren på hans felttog i 1138. Kort tid efter blev Adrian udnævnt til ærkebiskop i Bulgarien som Johannes 4. af Ohrid. Bulgarien var en selvstyrende ærkebispesæde og krævede en prestigefyldt mand som ærkebiskop. 

## Militære bedrifter
Selvom han udkæmpede en række bemærkelsesværdige slag, var grundstenen i Johannes 2.s militære strategi at indtage og holde befæstede byer for at skabe grænser der kunne forsvares. Johannes ledte personligt cirka femogtyve belejringer i sin regeringstid. 

### Petjenegi bliver knust (1122)
I 1119–1121 besejrede John seldsjuktyrnerne og etablerede kontrol over det sydvestlige Anatolien. Johannes overførte dog umiddelbart efter, i 1122, hurtigt sine tropper til Europa for at imødegå en invasion af Petjenegi-nomader over Donau -grænsen til Paristrion-provinsen. Disse angribere havde været hjælpetropper hos prinsen af Kiev. Johannes omringede petjenegierne, da de brød ind i Thrakien, narrede dem til at tro, at han ville give dem en gunstig fred, og startede derefter et ødelæggende overraskelsesangreb på deres befæstede lejr. Det efterfølgende slag ved Beroia var blodigt og Johannes blev såret i benet af en pil. Ved dagens afslutning havde den byzantinske hær vundet en knusende sejr. Kampens afgørende øjeblik var, da John førte Væringgarden, primært bestående af englændere, til at angribe den befæstede vognlejr og bruge deres berømte økser til at hakke sig ind.   Slaget satte en effektiv ende på petjenegierne som et selvstændigt folk; mange af de fanger, der blev taget i konflikten, blev bosat som soldater-landmænd i byzantinske grænseområder. 

### Konflikt med Venedig (1124–1126)
Da han besteg tronen havde Johannes 2. nægtet at bekræfte sin fars 1082-traktat med Republikken Venedig, som havde givet den italienske republik unikke og generøse handelsrettigheder inden for det Østromerske Rige. Trods dette, tyder det ikke på, at ændringen i politikken var motiveret af økonomiske bekymringer. En hændelse, der involverede misbrug af et medlem af den kejserlige familie af venetianere, førte til en alvorlig konflikt, især da byzantinerne havde været afhængig af Venedigs flådestyrke. Efter et Østromersk gengældelsesangreb på Korfu, smed Johannes de venetianske købmænd ud af Konstantinopel. Dette førte blot til yderligere gengældelse, og en venetiansk flåde på 72 skibe plyndrede Rhodos, Chios, Samos, Lesbos, Andros og erobrede Kefalonia i Det Joniske Hav. Til sidst blev Johannes tvunget til søge fred; krigen kostede ham mere, end den var værd, og han var ikke parat til at overføre midler fra de kejserlige hære til flåden til konstruktion af nye skibe. Johannes bekræftede traktaten af 1082 igen i august 1126. 

### Krig med ungarerne og serberne (1127–1129 - kronologi usikker)
Johannes' ægteskab med den ungarske prinsesse Piroska involverede ham i de dynastiske stridigheder i Kongeriget Ungarn. Ved at give asyl til Álmos, en blindet prætendant til den ungarske trone, vakte Johannes mistanke hos ungarerne. Ledet af Stephen II, invaderede ungarerne derefter de byzantinske provinser på Balkan i 1127 og kampene varede indtil 1129; der er imidlertid blevet foreslået en alternativ kronologi med det ungarske angreb og den byzantinske gengældelse, som findende sted i 1125 med en fornyelse af fjendtlighederne i 1126.    Uagtet de præcise årstal, iværksatte Johannes gengældelsesangreb på serberne, der havde allieret sig med Ungarn. Mange serbere blev taget til fange og transporteret til Nicomedia i Lilleasien for at tjene som militære bosættere. Dette blev gjort dels for at tvinge serberne til underkastelse (Serbien var, om end mere i teori end i praksis, et byzantinsk protektorat), og dels for at styrke den byzantinske grænse i øst mod tyrkerne. Serberne blev tvunget til at anerkende byzantinsk herredømme igen.  Det serbiske felttog kan have fundet sted mellem to forskellige faser i krigen mod Ungarn.  Ungarerne angreb Beograd, Nis og Sofia ; Johannes, der var i nærheden af Philippopolis i Thrakien, iværksatte et modangreb, støttet af en flåde på Donau .  Efter et udfordrende felttog, hvis detaljer er uklare, lykkedes det kejseren at besejre ungarerne og deres Serbiske allierede ved fæstningen Haram eller Chramon, det moderne Nova Palanka ; mange ungarske tropper blev dræbt, da en bro, de krydsede, kollapsede, da de var på flugt fra det byzantinske angreb. Efter dette fornyede ungarerne fjendtlighederne ved at angribe Braničevo, som straks blev genopbygget af Johannes. Yderligere byzantinske militære succeser, Choniates nævner flere slag, resulterede i en genoprettelse af freden.    Østromernes kontrol over Braničevo, Beograd og Zemun, blev anerkendt og de genvandt også regionen Sirmium (kaldet Frangochorion af Choniates), som havde været ungarsk siden 1060'erne. Den ungarske prætendant Álmos døde i 1129 og derved fjernedes den største kilde til friktion. 

### Udmattelseskrig mod de anatolske tyrkere (1119–20, 1130–35, 1139–40)
Tidligt i Johannes' regeringstid pressede tyrkerne sig frem mod den byzantinske grænse i det vestlige Lilleasien. I 1119 havde seldsjukkerne afskåret landruten til byen Attaleia på den sydlige kyst i Anatolien. Johannes 2. og Axouch, Megas Domestikos, belejrede og generobrede Laodikæa i 1119 og tog Sozopolis ved storm i 1120, hvorved de og genåbnede ruten med Attaleia.  Denne rute var især vigtig, da den også førte til Kilikien og korsfarerstaterne i Syrien.
Efter afslutningen på fjendtlighederne med Ungarn kunne Johannes koncentrere sig om Lilleasien i det meste af sine resterende år. Han gennemførte årlige kampagner mod Danismend emiratet i Malatya på den øvre Eufrat fra 1130 til 1135. Takket være hans energiske felttog blev tyrkiske forsøg på ekspansion i Lilleasien standset, og Johannes forberedte sig på at tage kampen til fjenden. For at genetablere byzantinsk kontrol ledte han en række velplanlagte og udførte felttog mod tyrkerne, hvoraf den ene resulterede i genindtagelse af Komnenoi familiens historiske hjem ved Kastamonu (Kastra Komnenon); han efterlod derefter en garnison på 2.000 mand i Gangra. Johannes fik hurtigt et formidabelt ry som en "murbryder" og tog den ene borg efter den anden fra sine fjender. Regioner, der var gået tabt siden slaget ved Manzikert blev generobret og garnisoneret. Alligevel var modstanden, især fra danishmenderne i nordøst, stærk, og den vanskelige karakter ved at holde de nye erobringer illustreres af det faktum, at Kastamonu blev generobret af tyrkerne, mens Johannes var i Konstantinopel for at fejre byens tilbagevenden til byzantinsk styre. Johannes holdt imidlertid ud, og Kastamonu skiftede hurtigt hænder endnu engang.  
I foråret 1139 kæmpede kejseren med succes mod tyrkere, sandsynligvis nomadiske turkmenere, der plyndrede områderne langs Sangariosfloden og ødelagde deres levebrød ved at drive deres flokke af kreaturer og heste væk. Kejseren marcherede derefter for sidste gang mod danishmenderne; hans hær fortsatte langs Sortehavets sydkyst gennem Bithynien og Paphlagonien. Konstantin Gabras 'udbryder'-regime i Trebizond blev afsluttet, og regionen Chaldien bragt tilbage under direkte kejserlig kontrol. Johannes belejrede derefter, men undlod at tage byen Neocæsaræa i 1140. Byzantinerne blev besejret af forholdene snarere end af tyrkerne: vejret var meget dårligt, et stort antal af hærens heste døde, og proviant blev knap.   

### Kampagne i Kilikien og Syrien (1137–1138)
I Levanten søgte kejseren at forstærke byzantinske krav om suverænitet over korsfarerstaterne og gøre sine rettigheder gældende over Antiokia. I 1137 erobrede han Tarsus, Adana og Mopsuestia fra Fyrstendømmet armensk Kilikien og i 1138 prins Levon 1. af Armenien og det meste af hans familie blev bragt som fanger til Konstantinopel.   Dette åbnede ruten til Fyrstendømmet Antiokia, hvor Raymond af Poitiers, prins af Antiokia og Joscelin 2., greve af Edessa, anerkendte sig selv som kejserens vassaler i 1137. Selv Raymond 2., greven af Tripoli, skyndte sig nordpå for at hylde Johannes og gentog den hyldest, som hans forgænger havde Alexios 1. i 1109.  Der fulgte derefter en fælles felttog, da Johannes ledte hærene fra Det byzantinske rige, Antiokia og Edessa mod det muslimske Syrien. Aleppo viste sig at være for stærk til at angribe, men fæstningerne Balat, Biza'a, Athareb, Maarat al-Numan og Kafartab blev erobret.
Selvom Johannes kæmpede hårdt for den kristne sag i felttoget i Syrien, forblev hans allierede prins Raymond af Antiokia og grev Joscelin 2. af Edessa i deres lejr og spillede terninger og festede i stedet for at hjælpe med at deltage i belejringen af byen Shaizar. Korsfarerprinserne var mistroiske over for hinanden og over for Johannes, og ingen af dem ville have, at de andre skulle vinde noget under felttoget. Raymond ønskede ligeledes at holde fast i Antiokia, som han havde aftalt at overdrage til Johannes, hvis felttoget lykkedes med at tage Aleppo, Shaizar, Homs og Hama. Latinske og muslimske kilder beskriver Johannes energi og personlige mod under belejringen. Byen blev indtaget, men citadellet trodsede alle angreb. Emiren af Shaizar tilbød at betale en stor godtgørelse, blive Johannes' vasal og betale en årlig tribut. Johannes havde mistet al tillid til sine allierede, og en muslimsk hær under Zengi nærmede sig for at forsøge at undsætte byen, derfor accepterede kejseren modvilligt tilbuddet.  Kejseren blev distraheret af et tyrkisk angreb på Kilikien og udviklingen i vest, hvor han søgte en tysk alliance rettet mod truslen fra normannerne på Sicilien. Joscelin og Raymond samarbejdede og forsøgte at forsinke den lovede overdragelse af Antiokias citadel til kejseren, hvilket vakte folkelig opstandelse i byen rettet mod Johannes og det lokale græske samfund. Johannes havde ikke andet valg end at forlade Syrien med sine ambitioner kun delvist realiseret.

### Afsluttende felttog (1142)
I begyndelsen af 1142 drog Johannes på felttog mod seldsjukkerne i Iconium for at sikre sine ruter gennem Attaliea (Antalya). Under dette felttog døde hans ældste søn og medkejser Alexios af feber. Efter at have sikret sig sin rute, tog Johannes på en ny ekspedition til Syrien, fast besluttet på at underlægge Antiokia direkte kejserligt styre. Denne ekspedition omfattede en planlagt pilgrimsrejse til Jerusalem, som han havde til hensigt at tage sin hær med på. Kong Fulk af Jerusalem frygtede, at kejserens tilstedeværelse med overvældende militær magt ville tvinge ham til at hylde og formelt anerkende byzantinsk herredømme over sit rige, og han tigger kejseren om kun at bringe en beskeden eskorte. Fulk fremført at hans ufrugtbare rige umuligt kunne understøtte en så betydelig hær.  Denne reaktion resulterede i Johannes 2. besluttede at udsætte sin pilgrimsrejse. Johannes marcherede hurtigt ind i det nordlige Syrien og tvang Joscelin 2. af Edessa til at udlevere gidsler, herunder hans datter, som en garanti for hans gode opførsel. Han gik derefter videre til Antiokia og krævede, at byen og dens citadel blev overgivet til ham. Raymond af Poitiers trak tiden og satte forslaget til afstemning på generalforsamlingen i Antiokia. Langt henne på sæsonen besluttede Johannes at bringe sin hær i vinterkvarterer i Kilikien med henblik på at forny sit angreb på Antiokia året efter.

## Død og arvefølge
Efter at have forberedt sin hær til et fornyet angreb på Antiokia morede John sig med at jagte vildsvin på Taurusbjerget i Kilikien. Her skar kejseren sig ved et uheld i hånden med en forgiftet pil. Johannes ignorerede først såret, og det blev inficeret. Han døde få dage efter ulykken, den 8. april 1143,  sandsynligvis af blodforgiftning. Det er blevet antydet, at Johannes blev myrdet af en sammensværgelse af larinske soldater i hæren, der var utilfredse med at bekæmpe deres trosfæller i Antiokia, og som ønskede at placere Johannes' vestlig stemte søn Manuel på tronen. Der er imidlertid meget lidt åbenlys støtte til denne hypotese i de primære kilder. Johnanes sidste handling som kejser var at vælge Manuel, den yngste af hans overlevende sønner, til at blive hans efterfølger. Johannes havde to hovedårsager til at vælge Manuel frem for sin ældre bror Isak: Isaks temperament og det mod, Manuel havde vist i felttoget mod Neocæsaræa.  En anden teori hævder, at årsagen til valget var AIMA -profetien, der forudsagde, at Johannes' efterfølger skulle være en, hvis navn begyndte med et "M". Passende nok var Johannes' nære ven Johannes Axouch, selvom det fortælles at han kraftigt forsøgte at overtale den døende kejser om, at Isak var den bedre kandidat til at lykkes, medvirkende til at sikre, at Manuels magtovertagelse var fri for åbenlys modstand.

## Arven efter Johannes 2.
Historikeren John Birkenmeier hævdede, at Johannes regeringstid var den mest succesfulde i den Komneniske periode. I The Development of the Komnenian Army 1081–1180 understreger han visdommen i Johannes tilgang til krigsførelse, der fokuserede på belejringer frem for risikable slag. Birkenmeier hævder, at Johannes strategi om at lancere årlige felttog med begrænsede, realistiske mål var en mere fornuftig strategi end den, der blev fulgt af hans søn Manuel 1. Ifølge Birkenmeier nød Det Østromerske rige godt af Johannes felttog, fordi de beskyttede imperiets kerneområder, som manglede pålidelige grænser, mens de gradvist udvidede rigets territorium i Lilleasien. Tyrkerne blev tvunget i defensiven, mens Johannes holdt sin diplomatiske situation relativt enkel ved at alliere sig med den Tysk-Romerske kejser mod normannerne på Sicilien.
Samlet set er det klart, at Johannes 2. Komnenos overlod et rige i meget bedre stand end han havde arvet det. På tidspunktet for hans død var betydelige territorier blevet generobret, og målene om genopretning af kontrollen over det centrale Anatolien og genoprettelsen af en grænse ved Eufrat virkede nu opnåelige. Imidlertid blev grækerne i det indre af Anatolien i stigende grad vant til tyrkisk styre og fandt det ofte at foretrække frem for Konstantinopels. Selvom det var relativt let at påtvinge underkastelse fra de anatolske tyrkere, serbere og korsfarerstater i Levanten, havde det vist sig at svært at omsætte dette til konkrete gevinster for rigets sikkerhed. Disse problemer blev overladt til hans begavede søn, Manuel, at forsøge at løse. 

## Familie
John 2. Komnenos blev gift med prinsesse Piroska af Ungarn (omdøbt til Irene), en datter af kong Ladislaus I af Ungarn i 1104; ægteskabet var tænkt som en kompensation for tabet af nogle territorier til kong Koloman af Ungarn . Hun spillede en lille rolle i regeringen og dedikerede sig til fromhed og deres store børnefamilie. Irene døde den 13. august 1134 og blev senere æret som Sankt Irene. John 2. og Irene havde 8 børn: 
1. Alexios Komnenos, medkejser fra 1122 til 1142
2. Maria Komnene (tvilling til Alexios), der blev gift med Johannes Roger Dalassenos
3. Andronikos Komnenos (død 1142)
4. Anna Komnene ( ca. 1110/11 - efter 1149), der giftede sig med admiralen Stephen Kontostephanos, der døde i kamp i 1149. Parret havde fire børn. [72]
5. Isak Komnenos ( ca. 1113 - efter 1154), hævet til Sebastokrator i 1122, blev han afløst i tronfølgen til fordel for Manuel i 1143; gift to gange og havde flere børn. [73]
6. Theodora Komnene ( ca. 1115 - før maj 1157), der giftede sig med militærkommandøren Manuel Anemas, der blev dræbt i kamp, hvorefter hun trådte ind i et kloster. Parret havde mindst fire børn. [74]
7. Eudokia Komnene ( ca. 1116 - før 1150), der blev gift med militærkommandanten Theodor Vatatzes . Hun havde mindst seks børn, men døde tidligt. [75]
8. Manuel 1. Komnenos (28. november 1118 - 21. september 1180), blev kejser og regerede 1143–1180. [76]

- Østrom under Komnenos -dynastiet
- Komnesisk hær
- Liste over Østromerske kejsere

- John II Comnenus 'ungarske kampagner
- En online encyklopædi af romerske kejsere
- Mosaik af John Komnenos, Eirene og Alexios i Hagia Sophia

## Fodnoter
1. ↑  Alexios I was the subject of an extensive biography, the Alexiad, written by his daughter Anna Komnene, who mentions her brother, John II, very briefly. The works of Byzantine historians John Kinnamos and Niketas Choniates both include very short chapters on the reign of John II, which act as prologues, before proceeding to much fuller accounts of later events, see Birkenmeier, pp. 2, 5–6, 15, 19.
2. ↑  The primary sources, Kinnamos and Choniates, give little detail about this campaign, no dates are specified, and what they do say differs considerably. The chronology presented here, 1127–1129, follows that of Angold and other scholars, Fine has the events taking place earlier, in 1125–1126.
3. ↑  Two rather ambiguous Byzantine rhetorical allusions were the basis of this theory – all contemporary historical writing unanimously agrees on an accidental cause for the death of John II.